# پروانه کورتز رنگی
پروانه کورتز رنگی (نام علمی: Euripus consimilis) نام یک گونه از تیره فرچه‌پایان است.

## نگارخانه

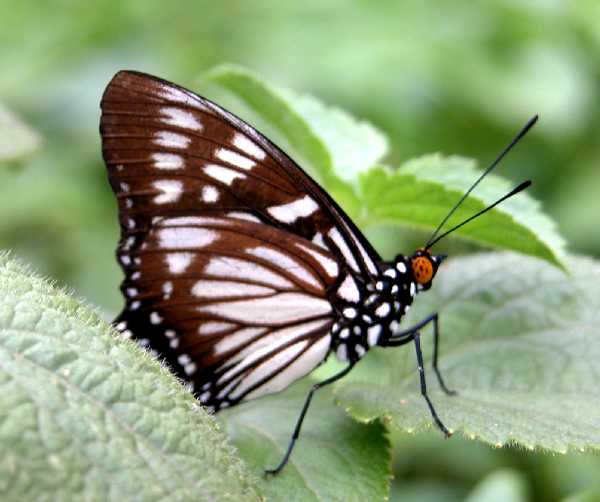
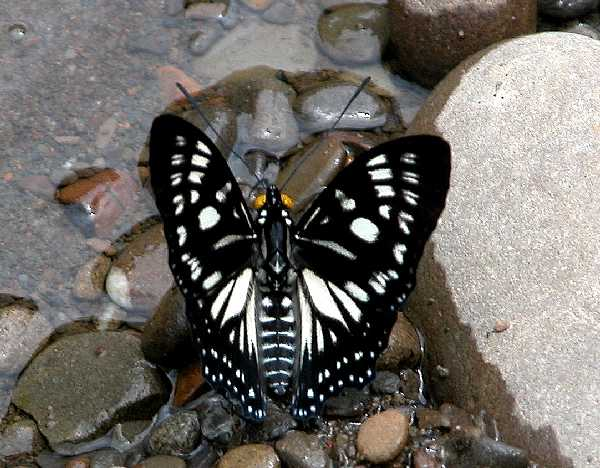
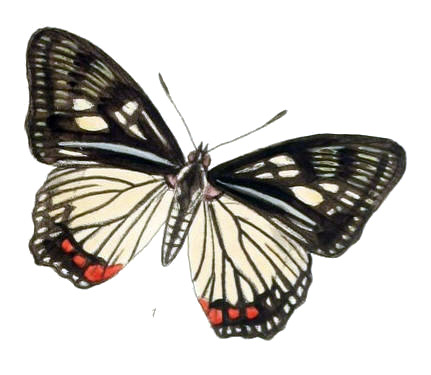